# 高耸结构

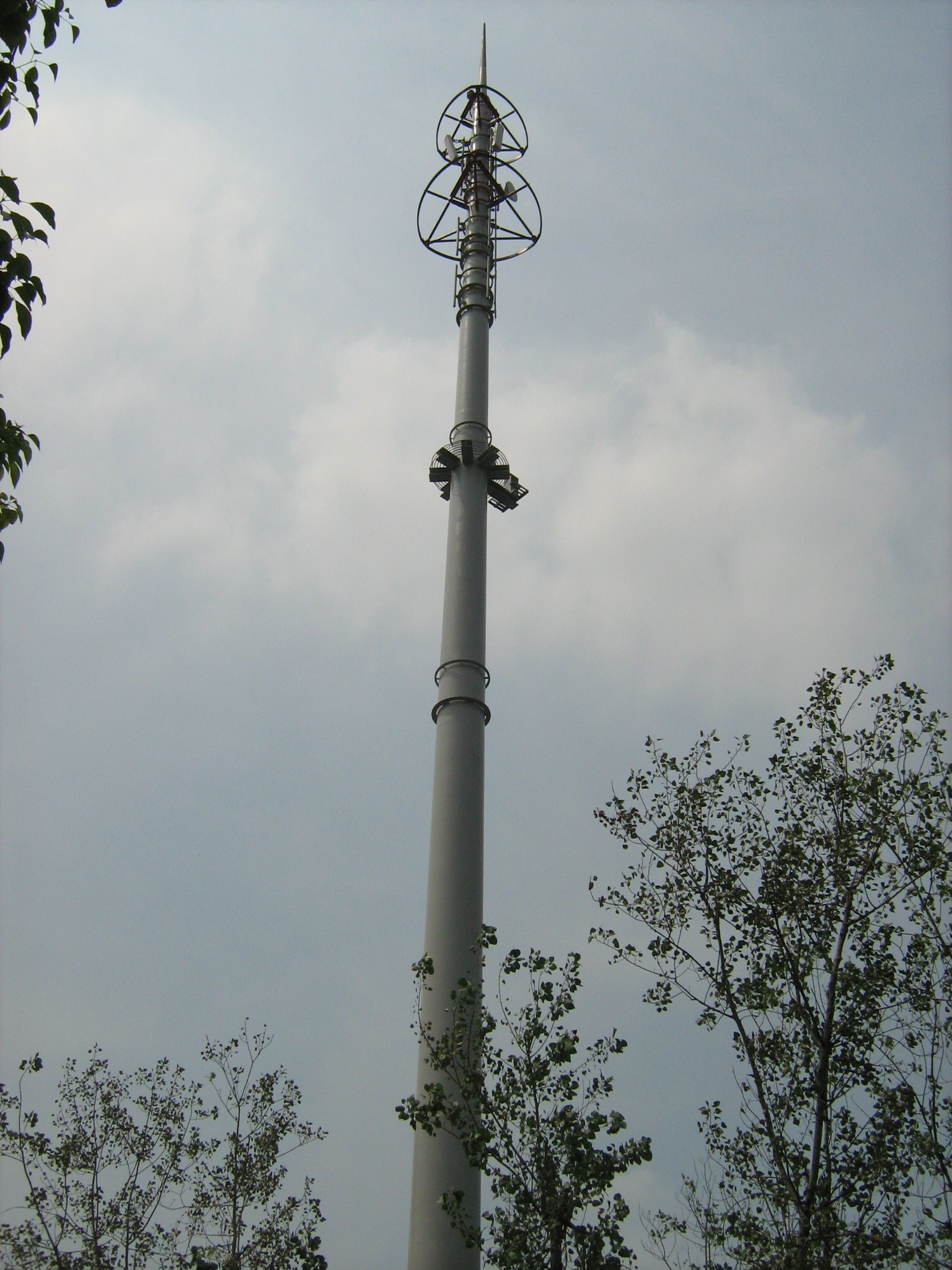
钢结构单管通信塔

在结构工程中指“相对高而细”，横向的风荷载起主要作用的结构形式；通常包括包括钢结构塔架、钢结构桅杆及钢筋混凝土塔等；
在使用功能上通常包括：广播电视塔、通信塔、导航塔、电力塔、石油化工塔、大气监测塔、烟囱、排气塔、水塔、矿井架、风力发电塔等；通常为构筑物。
因其在力学性能方面与普通建筑结构有明显差别，故为土木工程的一个独立分类。

## 结构特性
- 风荷载起控制作用；
- 无围护结构，构件的维护保养很重要；
- 施工技术：
  - 对于钢结构，分段制作、高空吊装和拼接技术；
  - 对于钢筋混凝土结构，模板提升、混凝土垂直运输技术；
- 与周围环境协调，比如可能需安装航空障碍标志；
- 主要承受的风荷载、地震荷载有动力性质，需考虑结构振动特性；
- 基础不同于一般结构，会出现拔力甚至起控制作用

## 工程实例
- 艾菲尔铁塔
- 东方明珠广播电视塔
- 加拿大国家电视塔
- 吉隆坡塔
- 龙塔
- 广州塔
- 河南广播电视塔
- 东京天空树
- 世界上最高的输电高塔：位于中国浙江舟山大猫岛，塔高370米，重5999吨[2]。

## 标准规范
1. 中国大陆地区规范
  1. GB 50135-2006，《高耸结构设计规范》
  2. GB 50051-2002，《烟囱设计规范》
  3. YD/T 5131-2005，《移动通信工程钢塔桅结构设计规范》

## 资料来源
1. ↑  王肇民（1995年）：《高耸结构设计手册》，中国建筑工业出版社。
2. ↑  袁亚平. . 人民网. 2009年8月12日  [2011年7月19日]. （原始内容存档于2011年9月26日）.